# Barbie of Swan Lake
Barbie of Swan Lake (bra: Barbie: Lago dos Cisnes) é um filme de animação estadunidense, o terceiro da série cinematográfica animada por computador inspirada na boneca Barbie, produzido pela Mainframe Entertainment, dirigido por Owen Hurley e distribuído pela Mattel em parceria com a Universal Studios. Seu lançamento ocorreu diretamente em home-vídeo em 30 de setembro de 2003, gerando uma grande linha de brinquedos, acessórios e outros produtos licenciados lançados em conjunto com o filme.
Inspirado no balé O Lago dos Cisnes, de Piotr Ilitch Tchaikovski, o longa segue Odette (Barbie), uma moça humilde que é amaldiçoada por um feiticeiro, Rothbart, e transformada em um cisne. Odette, então, parte em uma jornada para salvar os habitantes da Floresta Encantada e quebrar as maldições de Rothbart.

## Enredo
Odette é a jovem filha de um padeiro que, ao seguir um unicórnio, chega à Floresta Encantada. O local está parcialmente dominado por Rothbart, que se sente ameaçado pela presença da moça, pois a mesma conseguiu retirar o Cristal Mágico de uma árvore, cumprindo uma profecia. Rothbart, então, transforma Odette em um cisne. A Rainha das Fadas consegue reverter parte do feitiço, fazendo com que Odette seja cisne durante o dia, e volte a ser humana durante a noite. O Cristal Mágico impossibilita que Odette seja atingida por outros feitiços de Rothbart.

Daniel dançando com Odila pensando que ela é Odette

Somente um humano poderia matar uma criatura da Floresta Encantada, assim, Rothbart atrai o Príncipe Daniel para lá, com o objetivo de que Odette seja caçada pelo mesmo. Ao cair da noite, Daniel presencia a transformação de Odette e se encanta pela moça. Furioso por seu plano ter sido frustrado, Rothbart tenta usar seus poderes contra Daniel, mas é impedido por Odette, que consegue anular seus poderes com o Cristal. O príncipe se apaixona pela jovem, e a convida para o baile real, onde pretende pedi-la em casamento.
Rothbart não se dá por vencido, e descobre que o encanto do Cristal Mágico pode ser quebrado caso o amor verdadeiro de quem o possuir jure amor a outra pessoa. O feiticeiro usa seus poderes para que sua filha, Odila, fique com a aparência de Odette. No baile real, ao dançar com Odila, Daniel pede-a em casamento e jura seu amor. Neste momento, Odette, que chega ao castelo em forma de cisne, desmaia devido ao enfraquecimento do Cristal e Odilla volta a ter sua aparência normal.
A Rainha das Fadas leva Odette de volta a Floresta Encantada, mas ambas são seguidas por Rothbart. Temeroso, Daniel também vai atrás de Odette. Rothbart pede à Rainha das Fadas que o deixe levar Odette, mas, ao impedi-lo, é transformada em um animal da floresta. O feiticeiro fica frente a frente com Odette, mas  Daniel chega para impedi-lo. Para se livrar do príncipe, o feiticeiro também usa seus poderes contra ele, mas Odette entra na frente de Daniel, e ambos são atingidos. Rothbart está certo de que agora é o rei da Floresta Encantada, mas, instantaneamente, o Cristal Mágico recupera seus poderes, já que o verdadeiro amor foi demonstrado por Odette, que se sacrificou para salvar Daniel.
Odette e Daniel recuperam-se, e todos os feitiços são quebrados, trazendo de volta todos que foram amaldiçoados por Rothbart.

## Elenco
| Ator              | Personagem      |
| ----------------- | --------------- |
| Kelly Sheridan    | Barbie / Odette |
| Mark Hildreth     | Príncipe Daniel |
| Kelsey Grammer    | Rothbart        |
| Venus Terzo       | Lila            |
| Kathleen Barr     | Marie           |
| Nicole Oliver     | Carlita         |
| Ian James Corlett | Ivan            |
| Maggie Wheeler    | Odile           |
| Michael Dobson    | Erasmus         |
| Chantal Strand    | Shelly          |
| Gina Stockdale    | Rainha Mãe      |
| Brian Dummond     | Reggie          |
| Garry Chalk       | Padeiro         |

## Produção

### Coreografia
Ao contrário de diversas obras que foram adaptadas em forma de desenho animado, Barbie of Swan Lake mostra, em suas cenas, muito do que é apresentado durante os espetáculos de balé. As cenas de dança foram filmadas com bailarinos reais, e coreografadas por Peter Martins, ex-bailarino e diretor do Balé da Cidade de Nova York. Somente depois foram transpostas para o filme. No longa, podem ser vistas algumas das partes mais importantes de O Lago dos Cisnes, como O Cisne Negro e A Dança dos Pequenos Cisnes.

### Música
A maioria das músicas usadas no filme são retiradas do balé O Lago dos Cisnes, de Tchaikovski. Além disso, o filme tem uma música-tema, "Wings", escrita por Jason Blume e interpretada por Leslie Mills. "Wings" é usada nos créditos finais do longa e em um videoclipe de Barbie of Swan Lake.

## Prêmios e indicações

### DVD Exclusive Awards 2003
| Ano  | Nomeação            | Categoria                                 | Resultado |
| ---- | ------------------- | ----------------------------------------- | --------- |
| 2003 | Barbie of Swan Lake | Melhor Filme de Animação Exclusivo em DVD | Indicado  |